# Mascaras (Gers)
Mascaras é uma comuna francesa na região administrativa de Occitânia, no departamento de Gers. Estende-se por uma área de 5,95 km². Em 2010 a comuna tinha 68 habitantes (densidade: 11,4 hab./km²).